# Vu Hòa Vỹ
Vu Hòa Vỹ (tiếng Trung: 于和伟, bính âm: Yu He Wei, sinh ngày 04 tháng 05 năm 1971) là một nam diễn viên người Trung Quốc. Anh được khán giả biết đến qua một số vai diễn như Lưu Bị trong phim Tân Tam quốc 2010, Cố Minh trong phim Đội trưởng đội cảnh sát, Tào Tháo trong phim Quân Sư Liên Minh,...
Năm 2017, anh giành được giải thưởng "Nam diễn viên phụ xuất sắc nhất" tại Giải Kim Kê lần thứ 31 với vai diễn trong bộ phim Tôi không phải Phan Kim Liên của đạo diễn Phùng Tiểu Cương. Năm 2021, anh một lần nữa tỏa sáng trong bộ phim Niên Đại Thức Tỉnh xuất sắc đem về cho anh giải thưởng Nam diễn viên chính xuất sắc nhất (Thị đế) tại Giải Bạch Ngọc Lan lần thứ 27.

## Tiểu sử
Vu Hòa Vỹ tốt nghiệp Học viện Hí kịch Thượng Hải năm 1996 khoa biểu diễn hệ chính quy.

## Đời tư
Anh kết hôn cùng diễn viên múa Tống Lâm Tĩnh.

## Sự nghiệp
Vu Hòa Vỹ ban đầu theo học ngành Sư phạm mầm non nhưng sau đó anh quyết định đổi sang học về diễn xuất tại Học viện Hí kịch Thượng Hải.

## Chức danh
Diễn Viên Cấp 1 Quốc Gia

## Danh sách phim

### Truyền hình
| Năm  | Tên                                                         | Vai diễn                     | Bạn diễn | Số tập |
| ---- | ----------------------------------------------------------- | ---------------------------- | --- | ------ |
| 1996 | Vì sao phụ nữ khóc                                          |                              | | 18     |
| 2000 | Tào Tháo                                                    | Tuân Úc                      | | 34     |
| 2001 | Tiểu gia Cát ngọa long                                      | Lỗ Sư                        | |        |
| 2002 | Số phận pha lê                                              | Tô Hải Đông                  | |        |
| 2003 | Danh gia vọng tộc 2 - The Grand Mansion Gate 2              | Bạch Chiêm An                | Trần Bảo Quốc                                                                                                   | 32     |
| 2004 | Li Shi De Tian Kong (历史的天空)                            | Mặc Cổ Bi                    | | 32     |
| 2004 | Đuổi theo mặt trời                                          | Ichiro Kimura                | |        |
| 2005 | Da Cuo Che (搭错车)                                         | Từ Dân Sinh                  | | 22     |
| 2006 | Zhen Qing Nian Dai (真情年代)                               | Lý Hòa Bình                  | | 31     |
| 2006 | Xiao Zi (孝子)                                              | Thẩm Trí Công                | | 36     |
| 2007 | Nan Ren Di Xian (男人底线)                                  | Triệu Thông Đạt              | | 30     |
| 2007 | Ju Zhong Ju (局中局)                                        | Châu Anh Văn, Triệu Thiên Vũ | | 28     |
| 2007 | Wo Ai Fu Rong Jie                                           | Thường Thanh                 | | 35     |
| 2008 | Wanton and Luxurious Living                                 | Phạm Bảo Hoa                 | | 32     |
| 2010 | Tân Tam Quốc - Three Kingdoms                               | Lưu Bị                       | Lục Nghị, Lâm Tâm Như, Trần Hảo, Trần Kiến Bân, Nhiếp Viễn, Hà Nhuận Đông                                       | 95     |
| 2010 | Gia Thù                                                     | Trương Thiên Tâm             | Lữ Tụng Hiền | 31     |
| 2010 | Tuế Nguyệt                                                  | Ngô Qua                      | Hồ Quân | 23     |
| 2010 | Đặc chiến tiên phong-Special War Pioneer                    | Mao Nhân Phụng               | Lý Phi, Đặng Quảng Bình, Kim Nghị                                                                               | 31     |
| 2010 | Băng là khi nước ngủ yên                                    | Ngô Tân Vũ                   | Từ Hồng Hạo, Từ Giai                                                                                            | 32     |
| 2010 | Hạnh phúc xưa của gia đình ông Mã                           | Mạc Văn Huy                  | Lâm Vĩnh Kiện, Lục Nguyệt, Ngô Tú Ba                                                                            | 47     |
| 2011 | Mãnh lực đồng tiền - Wanton And Luxurious Living            | Phạm Bảo Hoa                 | Trần Hảo, Hồ Khả, Hà Trại Phi, La Hải Quỳnh                                                                     | 32     |
| 2011 | Trung Quốc 1921                                             | Trần Độc Tú                  | |        |
| 2011 | Hạnh phúc trên đường                                        | Mã Cương                     | |        |
| 2011 | Mù xanh                                                     | Trương Hải Phong             | |        |
| 2012 | Hán Sở truyền kỳ                                            | Tần Thủy Hoàng               | | 80     |
| 2012 | 婚前协议 / Hun Qian Xie Yi                                  | Gao Han                      | | 35     |
| 2012 | Gián điệp                                                   | Giang Nhất Bình              | |        |
| 2012 | Cuộc chiến của đàn ông                                      | Đường Cát Sơn                | |        |
| 2012 | Đại gia đình                                                | Nguyên Cương                 | |        |
| 2012 | Tôi là linh đặc chủng - Phần 2                              | Conley - sếp Khang           | |        |
| 2013 | Thỏa thuận tiền hôn nhân                                    | Cao Hàn                      | |        |
| 2013 | Âm 38 độ                                                    | Niên Định Bang               | |        |
| 2013 | Mọi người trên thế giới                                     | Đường Trung Khâu             | |        |
| 2014 | Sân ga tình yêu - The next station is marriage              | Cung Kiếm                    | Lưu Đào | 35     |
| 2014 | Domino tình yêu                                             | Đại Cồ Thuận                 | |        |
| 2015 | Police Captain - Đội trưởng cảnh sát                        | Cố Minh                      | Tổ Phong, Diệp Nhất Vân                                                                                         | 36     |
| 2016 | Nữ cảnh sát và cảnh khuyển - Police beauty & K9             | Đỗ Phi                       | Hầu Mộng Toa | 44     |
| 2016 | Kẻ truy kích-The chaser                                     | Tào Nhược Phi                | Lý Tiểu Nhiễm, Chu Vũ Thần                                                                                      |        |
| 2017 | Legend of Night                                             |                              | | 44     |
| 2017 | Quân Sư Liên Minh - The Advisors Alliance                   | Tào Tháo                     | Ngô Tú Ba, Lý Thần, Trương Quân Ninh                                                                            | 42     |
| 2017 | Trạm kế tiếp biệt ly - Next Time, Together Forever          | Thu Dương                    | Lý Tiểu Nhiễm                                                                                                   | 40     |
| 2017 | The Gods - Phong thần                                       | Khương Tử Nha                | Vương Lệ Khôn, La Tấn, Trương Bác, Hà Đỗ Quyên, Trâu Triệu Long, Đặng Luận                                      | 60     |
| 2018 | Tomb of the Sea; Sand Sea; Desert Sea; 沙海 / Sha Hai       | Ngô Tam Tỉnh                 | Ngô Lỗi | 54     |
| 2018 | Thợ săn ma túy-The drug hunter                              | Lữ Vân Bằng                  | Hầu Mộng Toa, Trương Đan Phong, Từ Hồng Hạo, Ngô Tú Ba, Từ Tranh                                                | 50     |
| 2018 | Next time together forever                                  | Thu Dương                    | |        |
| 2018 | Kẻ truy đuổi                                                | Trần Thiếu Phong             | |        |
| 2020 | Pháp đình quyết thắng-Court of final determination-决胜法庭 | Cao Kiếm                     | Trương Giai Ninh, Hàn Đống, Vương Diệu Khánh, Hồ Tịnh                                                           | 40     |
| 2020 | Đội tuần tra lưu động-Roving inspection team-巡回检察组     | Phùng Sâm                    | Hàn Tuyết, Vu Chấn, Phùng Lôi, Thành Thái Sân                                                                   | 43     |
| 2021 | Thượng Dương Phú                                            | Vương Lận                    | Chương Tử Di, Chu Nhất Vi, Dương Hựu Ninh, Viên Hoằng, Quách Gia Minh, Bạc Ba Giáp, Triệu Nhã Tri, Huệ Anh Hồng | 68     |
| 2021 | Thời đại thức tỉnh-觉醒年代                                 | Trần Độc Tú                  | Trương Đồng, Trương Vãn Ý, Tào Lỗi, Trương Vãn Ý                                                                | 43     |
| 2021 | Trận chiến lớn-大决战                                       | Lâm Bưu                      | Đường Quốc Cường, Vương Ngũ Phúc                                                                                | 49     |
| 2021 | Thành phố lý tưởng-The ideal city-理想之城                  | Triệu Hiển Khôn              | Tôn Lệ, Triệu Hiệu Đình                                                                                         | 40     |
| 2023 | Tam Thể                                                     | Sử Cường                     | Trương Lỗ Nhất, Vương Tử Văn                                                                                    | 30     |

### Điện ảnh
| Năm  | Tên                          | Tên tiếng Anh                       | Vai diễn        | Bạn diễn                                                                                     |
| ---- | ---------------------------- | ----------------------------------- | --------------- | -------------------------------------------------------------------------------------------- |
| 2002 |                              | Love of Policeman's Wife            |                 |                                                                                              |
| 2013 | Tứ đại danh bổ 2             |                                     |                 |                                                                                              |
| 2013 | Tư nhân định chế             |                                     | Chú Công        |                                                                                              |
| 2015 | Lão Pháo Nhi                 |                                     |                 | Phùng Tiểu Cương, Ngô Diệc Phàm, Lý Dịch Phong                                               |
| 2016 | Thử thách cực hạn            | Royal Treasure                      |                 | Tôn Hồng Lôi, Hoàng Bột, Huỳnh Lỗi, La Chí Tường, Vương Tấn, Trương Nghệ Hưng, Triệu Lệ Dĩnh |
| 2016 | Tôi không phải Phan Kim Liên | I Am Not Madame Bovary              |                 | Phạm Băng Băng                                                                               |
| 2016 |                              | The New Year's Eve of Old Lee       | Thẩm Cường      |                                                                                              |
| 2016 | The Whisper                  |                                     |                 |                                                                                              |
| 2017 | Kiến quân đại nghiệp         |                                     | Trần Độc Tú     |                                                                                              |
| 2018 | Nhất xuất hảo hí             | The Island                          | Trương Kể Cường | Hoàng Bột, Thư Kỳ, Vương Bảo Cường, Trương Nghệ Hưng, Vương Tuân                             |
| 2019 | Người ngoài hành tinh điên   | Crazy alien                         | Lưu Ca          | Hoàng Bột, Từ Tranh                                                                          |
| 2019 | Sủng ái                      | Adoring                             | Cao Minh        | Ngô Lỗi, Trương Tử Phong                                                                     |
| 2021 | Ám sát tiểu thuyết gia       | Assassin in Red/ A Writer's Odyssey | Lý Mộc          | Đổng Tử Kiện, Lôi Giai Âm, Dương Mịch, Quách Kinh Phi                                        |
| 2021 | Phía trên vách đá            | Cliff walkers                       | Châu Ức         | Trương Dịch, Chu Á Văn, Tần Hải Lộ, Lưu Hạo Tồn                                              |

## Một số giải thưởng
2023: Giải Phẩm Chất Thiện Điển - Diễn viên phẩm chất gương mẫu 

2021: Giải Bạch Ngọc Lan lần thứ 27- Nam diễn viên chính xuất sắc nhất (phim Thức tỉnh niên đại) 
2018: Giải Bạch Ngọc Lan lần thứ 24 - Nam diễn viên phụ xuất sắc nhất (phim Đại quân sư Tư Mã Ý phần Quân sư liên minh)
2017: Giải Kim Kê lần thứ 31 - Nam diễn viên phụ xuất sắc nhất (phim Tôi không phải Phan Kim Liên)
2015: Giải Hoa Đỉnh lần thứ 17 - Nam diễn viên được yêu thích nhất (phim Trạm kế tiếp hôn nhân)

2011: Giải Nam Diễn Viên Xuất Sắc Nhất Liên Hoan Phía Nam - Vai Mã Cương phim "Hạnh phúc trên đường"